# Antoni Gusí Sans
Antoni Gusí Sans (Reus, 16 de gener de 1803 - 20 d'abril de 1882) va ser un empresari i comerciant català.
Fill de Pere Gusí, boter de Reus, va dedicar-se al comerç des de jove. Traslladat a Barcelona, el seu prestigi comercial el va portar a ser elegit cònsol del Tribunal de Comerç, president de la Junta d'Agricultura, Indústria i Comerç, membre de la Societat Econòmica Barcelonesa d'Amics del País, regidor de l'ajuntament de Barcelona, diputat provincial i diputat a Corts. Va presidir diverses societats econòmiques i de crèdit, com ara "La Aseguradora" i la de crèdit "El Comercio". Era un dels vocals més antics de la Junta del Banc de Barcelona. Va ser també, per dues vegades, el 1864 i el 1866 president del Cercle del Liceu.
A Reus va ser vocal i accionista de "La Manufacturera de Algodón" o Vapor Vell, quan aquesta empresa es va re-capitalitzar després d'un incendi. Va presidir una Junta de Auxilios a la Clase Obrera per fer front a l'atur i per ajudar a les famílies despatxades del Vapor Vell quan aquesta empresa va fer fallida el 1877. Tenia una empresa de fabricació de bótes que importava fustes de roure de França i ferros dels Estats Units. El periòdic reusenc Las Circunstancias va publicar una necrològica el 22-IV-1882 on deia que era una persona molt apreciada a Reus.